# Eternal Eden
Eternal Eden è un videogioco di ruolo alla giapponese 2D creato per PC da Blossomsoft. Il gioco è stato creato usando l'RPG Maker VX. È il primo prodotto commerciale creato usando RPG Maker VX.

## Modalità di gioco
Il giocatore controlla un ragazzo, Noah, che vive in un luogo incantato chiamato Eden. In Eden, tutti i bisogni sono soddisfatti dalla Eden Tower (Torre Eden) e tutti vivono eternamente la loro fanciullezza. Noah si sveglia da un sogno - il tutorial del gioco - in tempo per il 900º compleanno della Principessa. L'amico di Noah, Downey vuole regalarle la migliore torta che sia mai stata preparata. Egli convince Noah a cogliere il Wisdom Fruit (Frutto della Saggezza), il frutto proibito, per usarlo come ingrediente. La Principessa mangia la torta, si trasforma in un mostro e fugge attraverso un portale misterioso. In quell'istante scoppia un temporale, le porte di Eden Tower si chiudono e la magia abbandona la terra: le persone iniziano ad ammalarsi e a invecchiare. Noah, Downey e Jean, rivale di Downey, partono per salvare la principessa.
Il gioco si presenta in una visuale dall'alto basata sui tile, e i nemici sono presenti solo all'interno dei dungeon come nuvolette che si muovono nello scenario. Toccando una di queste nuvolette si dà il via al combattimento. I nemici non subiscono il respawn una volta uccisi. Un punto esclamativo comparirà sopra la testa del giocatore quando trova un oggetto nascosto. Ogni dungeon ha una Stanza del Tesoro in cui si possono ottenere tesori e punti esperienza bonus a patto di soddisfare una data condizione, come "uccidi tutti i mostri del piano".

## Accoglienza
RPGFan ha assegnato a Eternal Eden un punteggio di 90/100. Qualche mese più tardi il critico Neal Chandran ha premiato il gioco come #1 nel suo Editor's Pick del 2008. Gamertell ha elogiato la trama di Eternal Eden, per il suo "messaggio di redenzione" e uso di "archetipi religiosi". Game Tunnel ha messo in evidenza la musica e gli artwork del gioco, con ambienti "vividi e frizzanti", e battaglie con i boss "massive, intimidanti e dettagliate". Il gameplay di Eternal Eden, benché tipico del genere, ha ispirato confronti con i JRPG classici come i moderni titoli della serie Final Fantasy. Tuttavia, le recensioni hanno criticato la localizzazione inglese: i dialoghi includono errori grammaticali occasionali e un'ortografia maldestra.